# Grote Merenstorm van 1913
De Grote Merenstorm van 1913 (Great Lakes Storm of 1913), ook wel genoemd de Big Blow of White Hurricane, was een sneeuwstorm met winden van orkaankracht die van 7 tot 10 november 1913 het gebied van de Grote Meren en de Canadese provincie Ontario trof. De storm bereikte zijn grootste kracht op 9 november waarbij op vier van de vijf meren schepen vergingen, met name op Lake Huron. Misleidende onderbrekingen in de stormkracht, en het trage verstrekken van waarschuwingen droegen bij aan de omvang van de schade.
De meest verwoestende ramp die de meren ooit trof leidde tot meer dan 250 doden, deed 19 schepen zinken en 19 op de kust stranden. De financiële schade alleen aan schepen en lading bedroeg bijna $5 miljoen of ongeveer $120 miljoen in huidige dollars. De schade is inclusief ongeveer $1 miljoen in toenmalige waarde aan verloren gegane lading van 68,300 tons, onder andere steenkool, ijzererts en graan.
De storm ontstond uit de samensmelting van twee weersystemen en werd gevoed door de relatieve warmte van het water van de meren - normaal in november. Hij veroorzaakte windstoten van 90 mph (145 km/h), golven van ruim elf meter hoog, en dichte sneeuwbuien. Analyse van de storm leidde tot verbetering in de weersverwachting en snellere respons op waarschuwingen, de bouw van sterkere schepen en betere voorbereiding op slecht weer.

## Achtergrond
Het grote watervolume van de vijf Grote Meren houdt in de herfst nog lang warmte vast. In de najaarsmaanden bereiken afwisselend met name twee luchtstromingen het gebied. Koude droge lucht stroomt vanuit Canada naar het zuidoosten; warme, vochtige lucht komt vanuit de Golf van Mexico naar het noordoosten. De ontmoeting van deze twee luchtmassa's doet depressies ontstaan op het Amerikaanse continent. Als de depressie over de Grote Meren trekt kan deze actiever worden door het relatief warme water gecombineerd met een jetstream in de bovenlucht.
Novemberstormen zijn een vloek van de Grote Meren met ten minste 25 dodelijke stormen sinds 1847. Gedurende de Big blow van 1905 vergingen 27 houten schepen. In een novemberstorm in 1975 verging de grote ertscarrier Edmund Fitzgerald met de hele bemanning, zonder een noodsignaal uit te zenden.
De sneeuwstorm van eind januari 1978 kende een min of meer vergelijkbare ontwikkeling als de storm van 1913. Door een uitgebreider netwerk van meetposten aangevuld met waarnemingen voor de hogere luchtlagen (wat in 1913 nog niet plaatsvond) maakte deze storm meer duidelijk over de ontstaansgeschiedenis en het verdere verloop van beide stormen. Verschilpunten zijn dat de storm van 1978 met 1,5 à 2 dagen korter duurde en dat de uit het zuiden komende depressie een wat westelijker koers volgde, langs Cleveland naar het noorden. In Cleveland viel daardoor beduidend minder sneeuw dan in 1913. Op de Grote Meren vonden in 1978 geen scheepsrampen plaats, wegens de al enige tijd durende strenge winter waren ze grotendeels onbevaarbaar.

## Begin van de storm

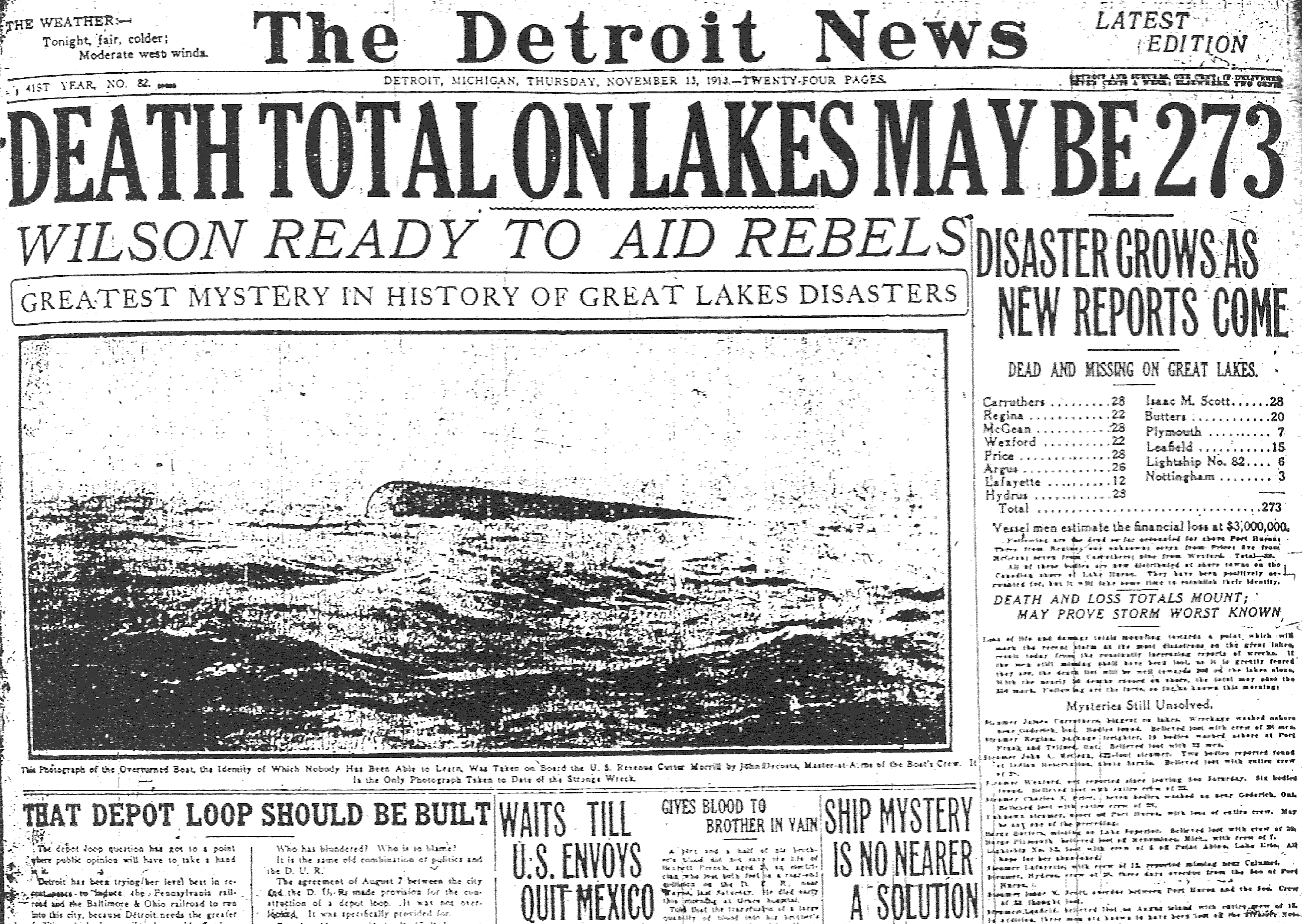
The Detroit News storm headlines, November 13, 1913.

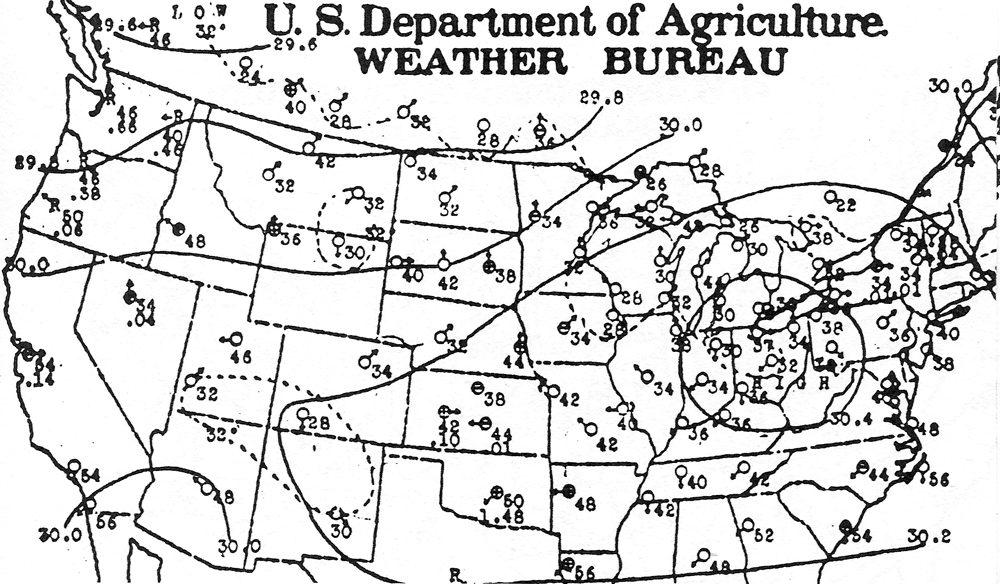
Weerkaart 5 november

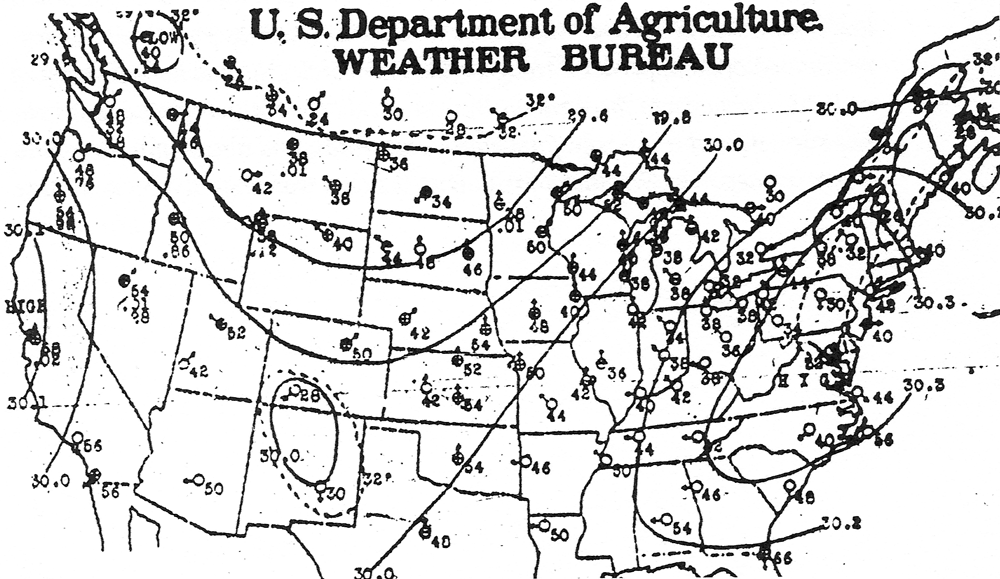
Weerkaart 6 november

De storm werd voor het eerst bemerkt op donderdag 6 november aan de westkant van Lake Superior en bewoog snel naar het noordelijk deel van Lake Michigan. Het weerbericht in The Detroit News meldde krachtige winden voor de Great Lakes, met plaatselijk regen op donderdagavond en vrijdag in het noordelijk deel, en licht wisselvallig in het zuidelijk deel.
Rond middernacht kwam de stoomboot Cornell, op 50 miles (80 km) ten westen van Whitefish point in Lake Superior plotseling in een noorderstorm terecht en liep flinke schade op. De storm duurde tot laat op de 10e november en deed de Cornell bijna stranden.

## De storm

### 7 november

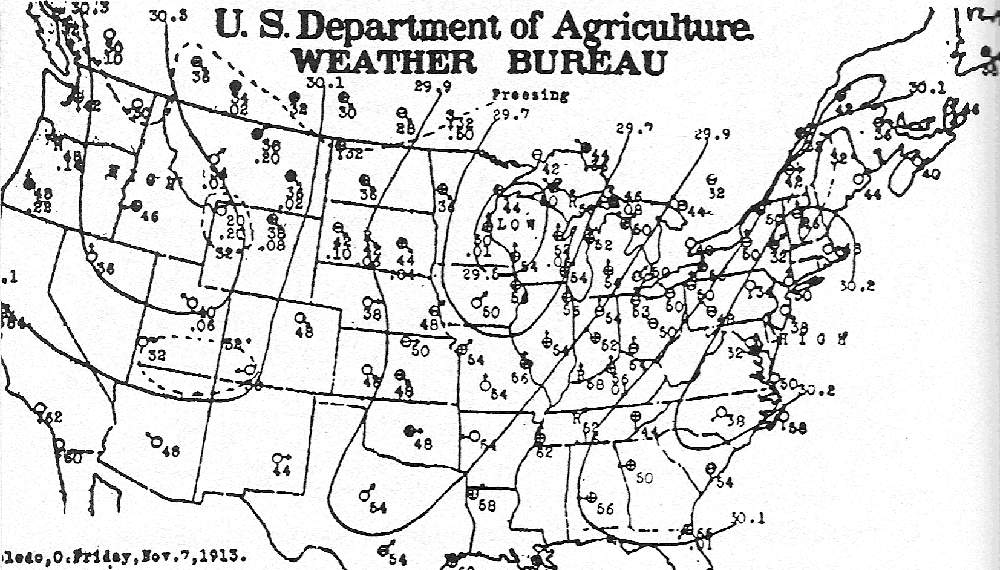
Weerkaart 7 november

Op vrijdag 7 november beschreef het weerbericht in de Port Huron Times-Herald de storm als "moderately severe" (vrij zwaar). Rond die tijd lag het centrum over het bovendeel van de Mississippivallei en veroorzaakte krachtige zuidenwind met vrij warm weer over de meren. Het weerbericht voorspelde voor de volgende 24 uur een toename van de wind en dalende temperaturen.
Om 10 uur in de ochtend liet de Coast Guard in de havens van Lake Superior waarschuwingsvlaggen hijsen voor een storm uit het noordwesten. Aan het eind van de middag werden ze vervangen door een waarschuwing voor storm met orkaankracht van meer dan 74 mph (119 km/h). De wind had op Lake Superior al een snelheid van 50 mph (80 km/h) bereikt en een bijbehorende sneeuwstorm trok naar Lake Huron.

### 8 november

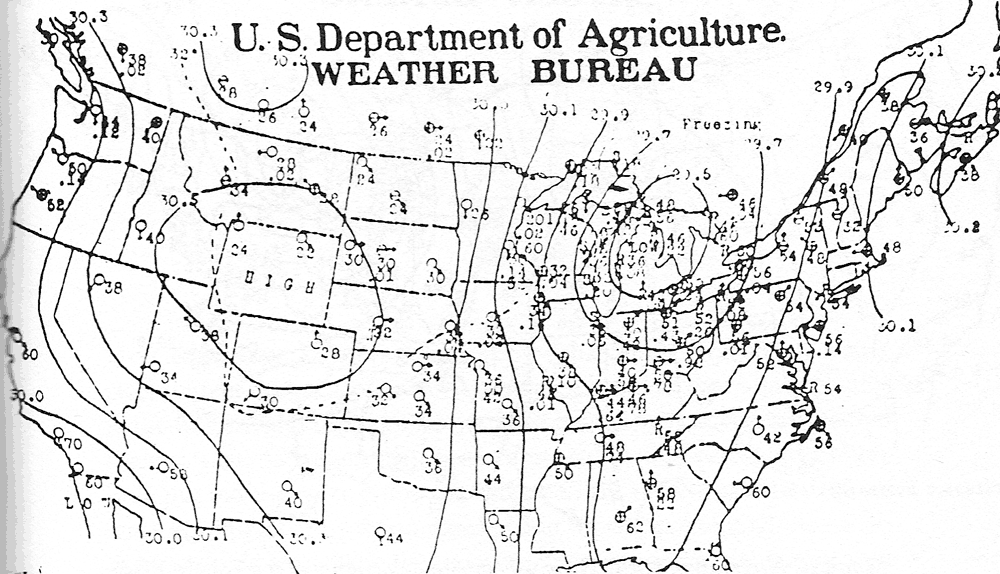
Weerkaart 8 november

Zaterdag de 8e werd de status van de storm verhoogd naar "zwaar". Het centrum lag nu boven het oosten van Lake Superior. Het weerbericht van de Port Huron Times-Herald gaf aan dat de zuidenwinden aan de oostkant van het centrum krachtig tot hard bleven. Boven het noorden van Lake Michigan en het westen van Lake Superior had de wind uit west tot noord stormkracht bereikt, met snelheden van 60 mph (97 km/h) bij Duluth bij het uiterste westen van Lake Superior.
Een tijdelijke afname van de wind bracht het scheepvaartverkeer weer op gang, zowel op de St. Marys River (Michigan-Ontario) naar Lake Erie, en de Detroit River en St. Clair River, naar Lake Huron. Waarschuwingsvlaggen voor harde wind bleven gehesen in talrijke havens maar werden door veel kapiteins genegeerd.

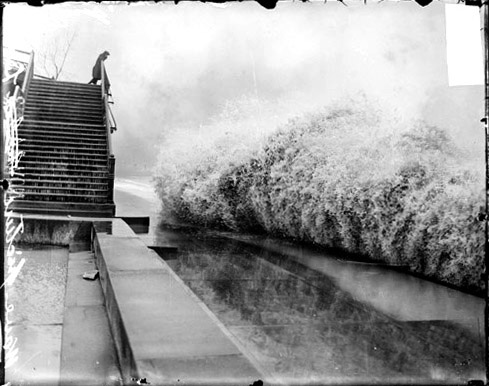
Een golf breekt aan de kust van Lake Michigan in Chicago terwijl iemand vanaf een brug toekijkt

### 9 november
Zondag de 9e rond de middag was de weersituatie op Lake Huron als van een normale novemberstorm. De enigszins stijgende luchtdruk wekte de hoop dat de storm op zijn einde liep. De depressie die over Lake Superior was getrokken, bewoog naar het noordoosten bij de grote Meren vandaan.
Het Weather Bureau had zijn eerste bericht van die dag uitgegeven en doorgestuurd naar het hoofdbureau in Washington om 8:00 uur in de ochtend; het tweede zou als gewoonlijk om 8:00 uur 's avonds volgen. Dit bleek een probleem te zijn: de storm zou de hele dag de tijd hebben om weer orkaankracht te bereiken voordat het hoofdkwartier in Washington D.C. nieuwe informatie zou krijgen.
Langs de zuidkant van Lake Erie trok een vanuit het zuiden komende depressie naar het meer. Deze had zich in de nacht ontwikkeld en was dus niet te zien op de weerkaart van vrijdag. Het laag was noordwaarts getrokken en bewoog na het passeren van Washington D.C. naar het noordwesten.
De krachtige luchtbeweging rond het laag bleek uit diverse waarnemingen. In Buffalo, New York eerst noordwestenwinden in de ochtend, die werden rond de middag noordoost en eind van de middag zuidoost met de zwaarste windstoten, 80 mph (130 km/h) aan het begin van de middag. Ongeveer 290 km naar het zuidwesten, in Cleveland, bleef de wind overdag noordwest, draaide aan het eind van de middag naar west en behield een snelheid van meer dan 50 mph (80 km/h). In Buffalo ging de barometer flink omlaag, van 999.7hPa om 8:00 uur in de ochtend naar 974.3hPa om 8:00 uur in de avond.
Het laag trok in de avond verder naar het noorden en versterkte de noordwestenwind die al over Lake Superior en Huron blies. Dit resulteerde in een noorderstorm met sneeuw. Schepen op Lake Huron, vooral ten zuiden van Alpena, zoals bij Harbor Beach en Port Huron in Michigan en Goderich en Sarnia in Ontario werden getroffen door hoge golven die zuidwaarts naar St. Clair River bewogen.
Van 8:00 uur in de avond tot middernacht hield een storm met orkaankracht van meer dan 70 mph (110 km/h) huis op de vier westelijke meren. De meeste schade ontstond op Lake Huron waar schepen zich verdrongen voor een schuilplaats langs het zuidelijk uiteinde. De lengterichting van het meer volgend had de wind vrij spel. Windstoten van 90 mph (140 km/h) werden gemeld bij Harbor Beach, Michigan.
Achteraf gezien hadden de meteorologen in die tijd onvoldoende gegevens en begrip van atmosferische dynamica om de gebeurtenissen van zondag de 9e te begrijpen of te voorspellen. Het was bijvoorbeeld nog niet duidelijk wat fronten zijn en hoe die zich gedragen. Slechts tweemaal per dag werden waarnemingen gedaan, alleen aan het aardoppervlak. Tegen de tijd dat deze waren verzameld en handgetekende weerkaarten gemaakt, waren er uren verstreken.

### 10 en 11 november

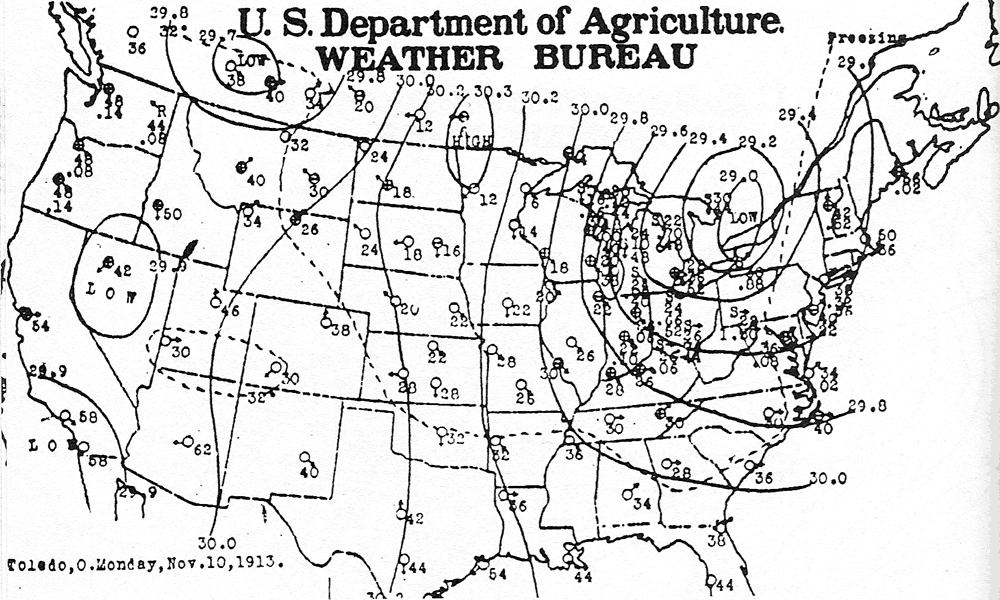
Weerkaart van 10 november

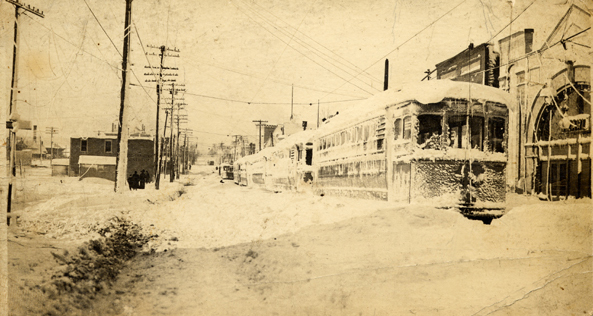
Cleveland tramstel gestrand in de sneeuw

Op maandagochtend de 10e was de depressie richting Toronto bij Lake Ontario getrokken, aan de achterzijde gevolgd door lake effect blizzards. In Cleveland, Ohio viel die dag nog eens 43 cm sneeuw met sneeuwbanken tot 2 meter hoog in de straten. Reizigers waren gedwongen ter plaatse weersverbetering en sneeuwruimen af te wachten.
Op dinsdag de 11e trok de depressie snel over oost-Canada. Niet meer gevoed door het warme water van de meren verloor de storm aan kracht. Ook de sneeuwval nam af door het ontbreken van het lake effect. Op de 10e en een deel van de 11e lag alle scheepvaart op de St. Lawrence River in de omgeving van Montreal nog stil.

## Nasleep

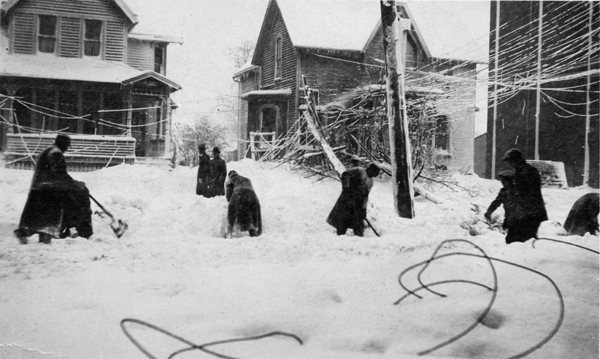
Cleveland na de sneeuwstorm

### De omringende kuststrook

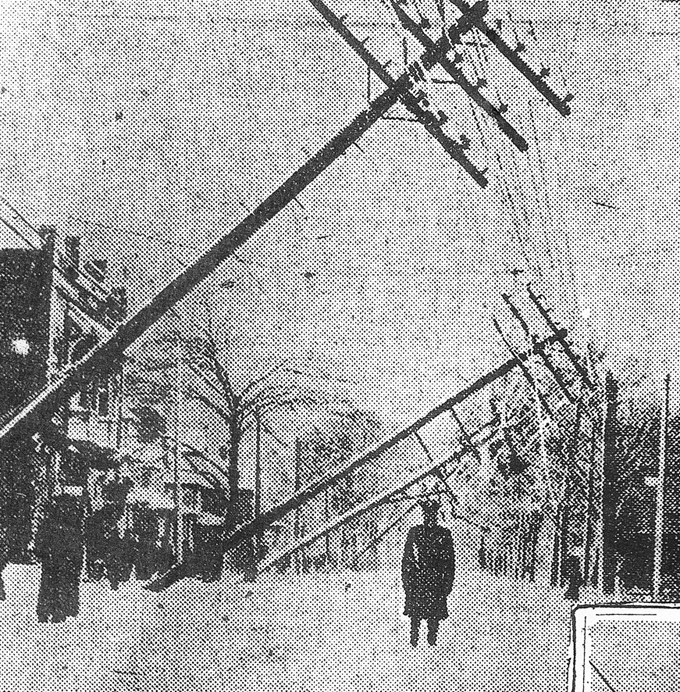
East 105th Street, Cleveland, Ohio, November 11

Op het land legde de sneeuwstorm verkeer en communicatie plat, honderdduizenden dollars schade veroorzakend. Een sneeuwlaag van 22 inch (56 cm) in Cleveland, Ohio, deed winkels twee dagen sluiten. In grote delen van Michigan en Ontario was er dagenlang geen elektriciteit waardoor telefoon en telegraaf niet werkten. Een recent gebouwde waterkering die het Lincoln Park in Chicago tegen stormen moest beschermen werd in enkele uren weggespoeld. Milwaukee verloor de zuidelijke havendam en een groot deel van het aangrenzende South Park gebied dat juist was gerenoveerd.
Nadat de laatste sneeuwjachten Cleveland waren gepasseerd lag de stad verlamd onder ruim een halve meter sneeuw en ijzel en zat dagen zonder stroom. Telefoonpalen waren gebroken en elektriciteitskabels geknapt. Het nummer van 11 november van The Plain Dealer beschreef de situatie:
"Cleveland lag compleet onder een witte deken, doof en stom naar de buitenwereld, een stad in een eenzame witte wereld, nadat het geweld van de tweedaagse sneeuwstorm gistermiddag tot bedaren kwam."
En William H. Alexander, Clevelands hoofd van de weerdienst:
"Alles beschouwend - de dikte van de sneeuwlaag, de enorme windkracht, de hoeveelheid schade en de complete onvoorbereidheid van de mensen — ik denk dat we gerust kunnen zeggen dat deze storm de zwaarste is die we in Cleveland hebben meegemaakt gedurende de 43 jaar dat we hier een weerdienst hebben."

### Op de meren

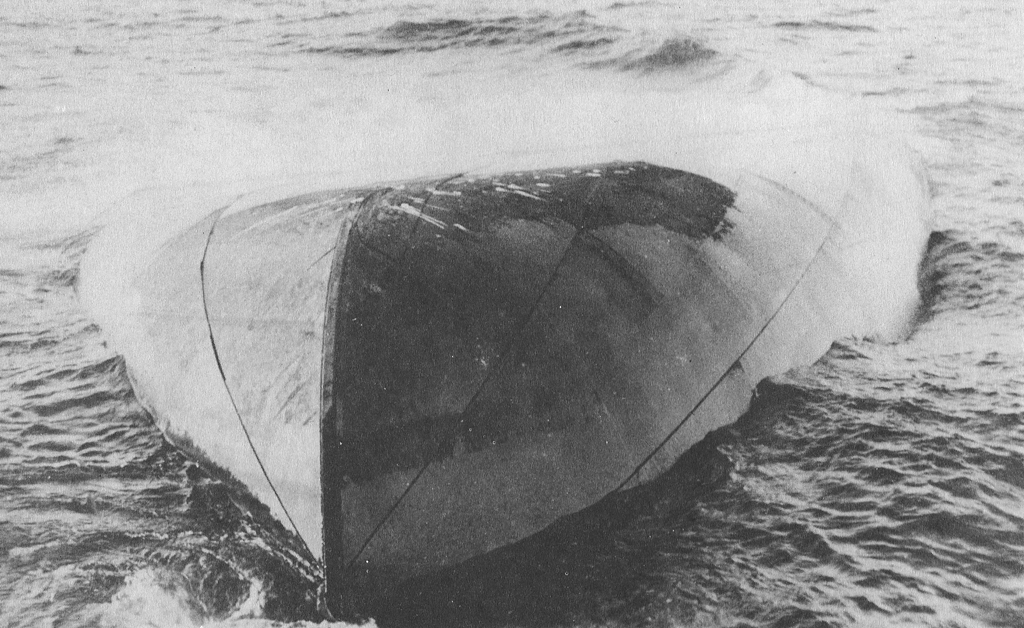
The 504-ft (154 m) Charles S. Price, ondersteboven aan het zuidelijk eind van Lake Huron

De grootste schade werd op de meren geleden. Op alle meren behalve Lake Ontario vergingen schepen, de meeste in het zuiden en westen van Lake Huron. Golven bereikten hoogten van ten minste elf meter. 
Laat in de middag van de 10e november werd een onbekend schip ontdekt dat ondersteboven in water van ongeveer 20 meter diepte dreef aan de oostkust van Michigan, in het zicht van Huronia Beach en de monding van St. Clair River. Het vaststellen van de identiteit van dit "mystery ship" werd een plaatselijk belangrijke zaak met dagelijkse voorpaginaberichten. Uiteindelijk zonk het schip en het duurde tot zaterdag 15 november toen werd vastgesteld dat het de Charles S. Price was. Dit was de eerste keer in de geschiedenis van de grote meren dat een volgeladen ertstanker was gekapseisd. Milton Smith, een assistent-machinist die op het laatste moment besloot niet mee te varen, hielp mee bij het identificeren van enkele gevonden lichamen.
Het uiteindelijke bedrag van de financiële schade beliep $2,332,000 voor geheel verloren gegane schepen, $830,900 voor total-loss verklaarde schepen, $620,000 voor gestrande schepen die later weer gebruikt konden worden, en ongeveer $1,000,000 aan verloren gegane lading (alles in toenmalige prijzen). De bedragen zijn exclusief schades op het land.
De storm had diverse langetermijngevolgen. Klachten tegen de meteorologische dienst resulteerden in toenemende inspanning tot het leveren van meer accurate verwachtingen en snellere communicatie van stormwaarschuwingen. Scheepvaart- en verzekeringsbedrijven gingen in overleg om tot veiliger ontwerpen voor schepen te komen. Dit leidde tot de bouw van schepen die stabieler zijn met meer sterkte in de lengterichting zodat ze minder snel breken. Kort na de sneeuwstorm begon de stad Cleveland alle elektriciteits- en telefoonkabels ondergronds te leggen, een project dat vijf jaar duurde.

## Vergane schepen

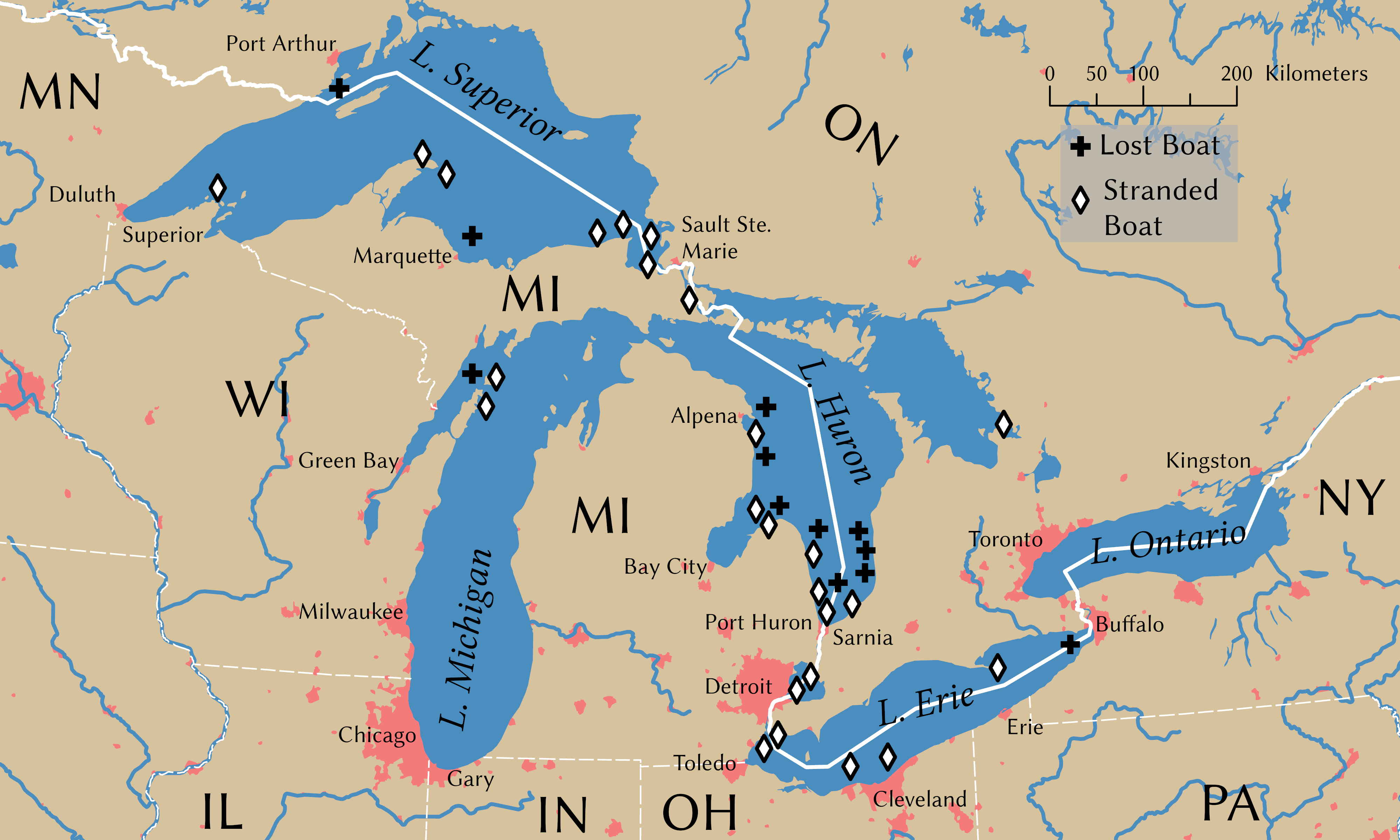
Posities van gestrande (grijs) en gezonken (zwart) schepen

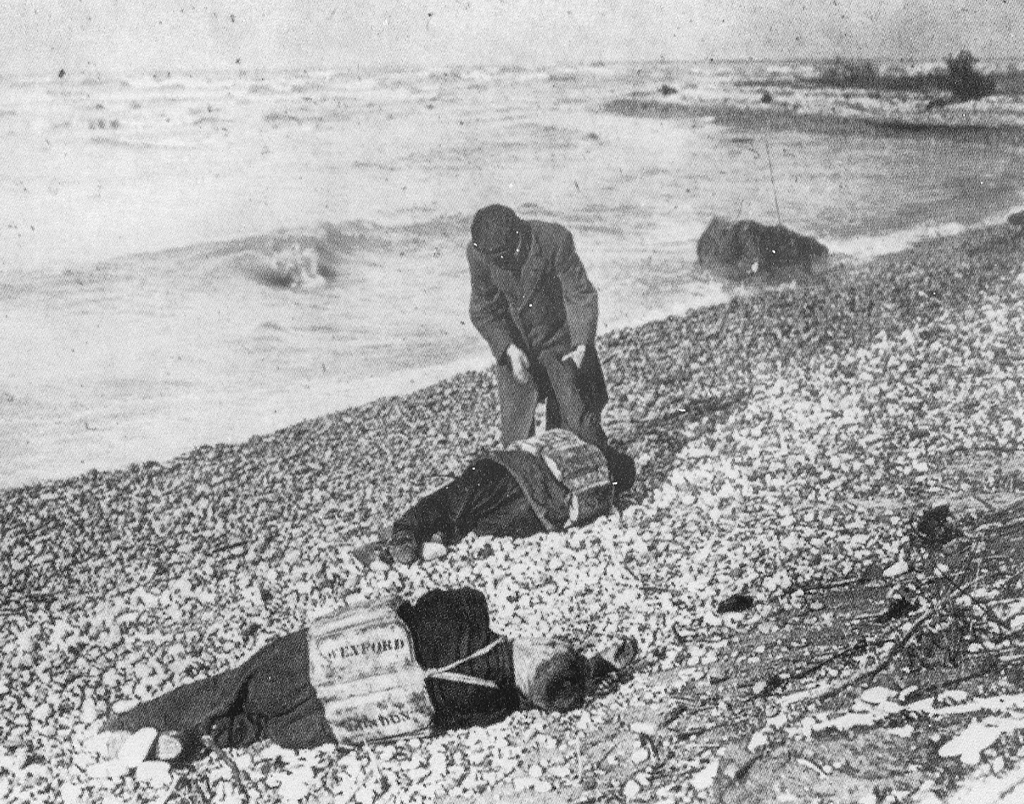
Aangespoelde lichamen van de Wexford nabij Goderich, Ontario

Onderstaande lijst bevat de schepen die tijdens de storm zonken en waarbij de gehele bemanning omkwam. Dit is exclusief de drie slachtoffers van de William Nottingham, die als vrijwilliger het schip in een sloep verlieten om assistentie te zoeken. Bij het neerlaten van de sloep werd deze door een golf tegen de zijkant van het schip gesmeten en verdwenen de drie onder water. De volgende slachtoffers en schepen zijn gedocumenteerd:
- Lake Superior
  - Leafield: 18 man
  - SS Henry B. Smith: 25 man
- Lake Michigan
  - Plymouth (aak): 7 man
- Lake Huron
  - Argus: 28 man
  - SS James Carruthers: 22
  - SS Hydrus: 25
  - John A. McGean: 28 man
  - Charles S. Price: 28 man
  - CSL Regina: 20 man
  - SS Isaac M. Scott :  28 man
  - SS Wexford: 20 man
- Lake Erie
  - Lightship 82, Buffalo 6 man

Van deze twaalf schepen werden drie nooit gevonden: de Leafield, James Carruthers, en Plymouth. De recentste ontdekking was de Hydrus, die in de zomer van 2015 werd gelokaliseerd. 
Het laatste wrak dat vóór de Hydrus werd gevonden, was de Henry B. Smith in 2013.